# Василевский, Владимир Николаевич
Влади́мир Слободско́й (Владимир Николаевич Василевский; 6 января 1892, Ташкент — 22 декабря 1937, Харьков) — иерей, священномученик, местночтимый святой Украинской Православной Церкви.

## Биография
Родился 6 января 1892 года в городе Ташкенте. В следственном деле подвижника сказано: «С 1921 года служитель религиозного культа. С 1924 года священник».
На момент ареста 22 декабря 1937 года о. Владимир служил в с. Введенка, близ города Чугуева на Харьковщине. Следственное дело упоминает о семье пастыря — жене Александре и сыне Николае. Обвинённый в подрывной деятельности против советской власти, о. Владимир 25 декабря был приговорён к расстрелу. Приговор привели в исполнение 11 января 1938 года в городе Харькове.

## Канонизация
22 июня 1993 года Определением Священного Синода Украинской Православной Церкви принято решение о местной канонизации подвижника в Харьковской епархии, в Соборе новомучеников и исповедников Слободского края (день памяти — 19 мая (1 июня)).
Чин прославления подвижника состоялся во время визита в Харьков 3-4 июля 1993 года Предстоятеля Украинской Православной Церкви Блаженнейшего Митрополита Киевского и всея Украины Владимира, в кафедральном Благовещенском соборе города.